# Barßel
Barßel is een gemeente in de Duitse deelstaat Nedersaksen. De gemeente maakt deel uit van het Landkreis Cloppenburg.
Barßel telt 13.192 inwoners. Blijkens de website van de gemeente zelf, had deze eind 2019 13.613 inwoners, met inbegrip van ca. 500 mensen, die er alleen een tweede woning hebben. De bevolkingscijfers worden niet per Ortsteil uitgesplitst.
Het dorp  Barßel ligt ongeveer halverwege de steden Emden en Cloppenburg.
Te Barßel stroomt het riviertje de Soeste, dat ook door Cloppenburg loopt, uit in de Jümme, die er zelf in de Leda uitmondt.
Het dorp ligt in een gebied van veenkoloniën. 
Vanaf de 16e eeuw was Barßel een overwegend protestants dorp.
In de 17e, 18e en 19e eeuw was turfwinning van groot economisch belang in de streek.
Na 1945 werd het dorp Barßel van een vrij grote -met moderne polderdijken tegen hoogwater beschermde- nieuwbouwwijk voorzien. Hier wonen veel Duitsers, die aan het eind van de Tweede Wereldoorlog vanuit Oost-Europa werden gedeporteerd of als vluchteling aankwamen.
Barßel heeft een oude achtkantige windmolen van het Hollandse type.
Ten westen van het dorp Harkebrügge ligt een tegen betaling toegankelijk recreatiecomplex, bestaande uit een meertje, waar watersport op kan worden bedreven en een bos daaromheen. In het bos is een van educatieve informatiepanelen voorzien  zogenaamd blotevoetenpad, voor het wandelen zonder schoenen of sokken aan, uitgezet. Het geheel is gericht op bezoek door gezinnen met kinderen van 5-12 jaar en door schoolklassen.

## Plaatsen in de gemeente Barßel
- Barßel
- Barßelermoor
- Carolinenhof
- Elisabethfehn
- Harkebrügge
- Lohe
- Loher-Ostmark
- Loher-Westmark
- Neuland
- Neulohe
- Osterhausen
- Reekenfeld
- Roggenberg

## Infrastructuur
- Auto:
  - Autobahn A28 afrit 4 Apen 12 km ten N van Barßel
  - Bundesstraße 72, 6 km ten W van Elisabethfehn en 9 km ten W van Barßel-dorp
  - Bundesstraße 401, 5 km ten Z van Harkebrügge en vandaar 7 km verder in NW richting naar Barßel-dorp
- Trein:
  - Station Augustfehn (10 km)
  - Station Westerstede-Ocholt (11,5 km). Beide stations liggen aan de lijn Oldenburg-Leer v.v.
- Bus:
  -     - Vanaf de Zentrale Omnibus Bahnhof (ZOB) aan de Industriestraße te Barßel vertrekken de volgende buslijnen (Stand: september 2012)

- - 356 Ramsloh – Barßel – Rostrup
  - 360 Barßel – Apen – Westerstede
  - 380 Barßel – Harkebrügge – Edewecht – Oldenburg
  - 900 Barßel – Saterland – Friesoythe – Cloppenburg
  - 901 Barßel – Strücklingen – Ramsloh
  - 903 Barßel – Elisabethfehn – Kampe
  - 904 Barßel – Harkebrügge – Reekenfeld
  - 905 Barßel – Harkebrügge – Friesoythe.

- -     - De meeste van deze lijnen rijden alleen op schooldagen 's morgens vroeg en in de late middaguren, na het uitgaan van de scholen; dus niet in de weekeinden, in de schoolvakanties en ook niet 's avonds.

  - De Landkreise Cloppenburg en Vechta, de gemeenten in de regio en de busmaatschappijen hebben de bus-service moobil+ in het leven geroepen. 
    - Het betreft hier in kantooruren en tot 19.00 's avonds rijdende bel-, taxi- en buurtbusjes. Deze rijden op een enkele uitzondering na niet in de weekeinden. Via de niet-commerciële website: www.moobilplus.de kan men een plaats in zo'n busje reserveren.
- Vliegtuig: In het gehucht Neulohe bevindt zich een vliegveldje voor de zweefvliegsport. Het heeft één 600 m lange graspiste.
- Schip: Barßel heeft een jachthaven aan de Soeste nabij het dorpscentrum. De Leda, Jümme, Soeste en enige veenkanalen zijn beperkt bevaarbaar voor de pleziervaart, ook voor motorboten. In de zomer worden vanuit Barßel toeristische excursies op rondvaartboten georganiseerd. De Jümme en de Leda zijn in beperkte mate ook voor vrachtschepen toegankelijk.

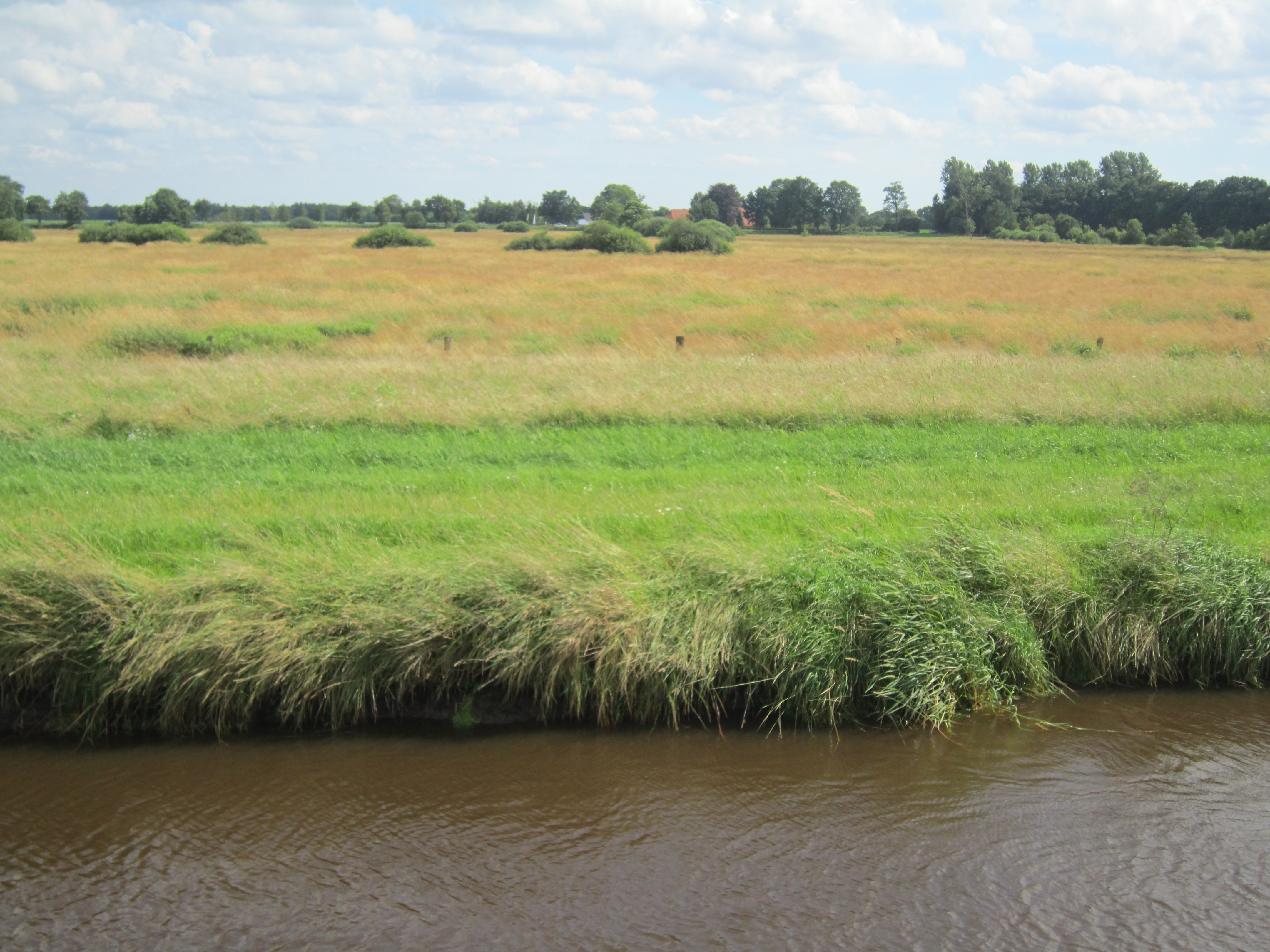
Polderland bij Barßel
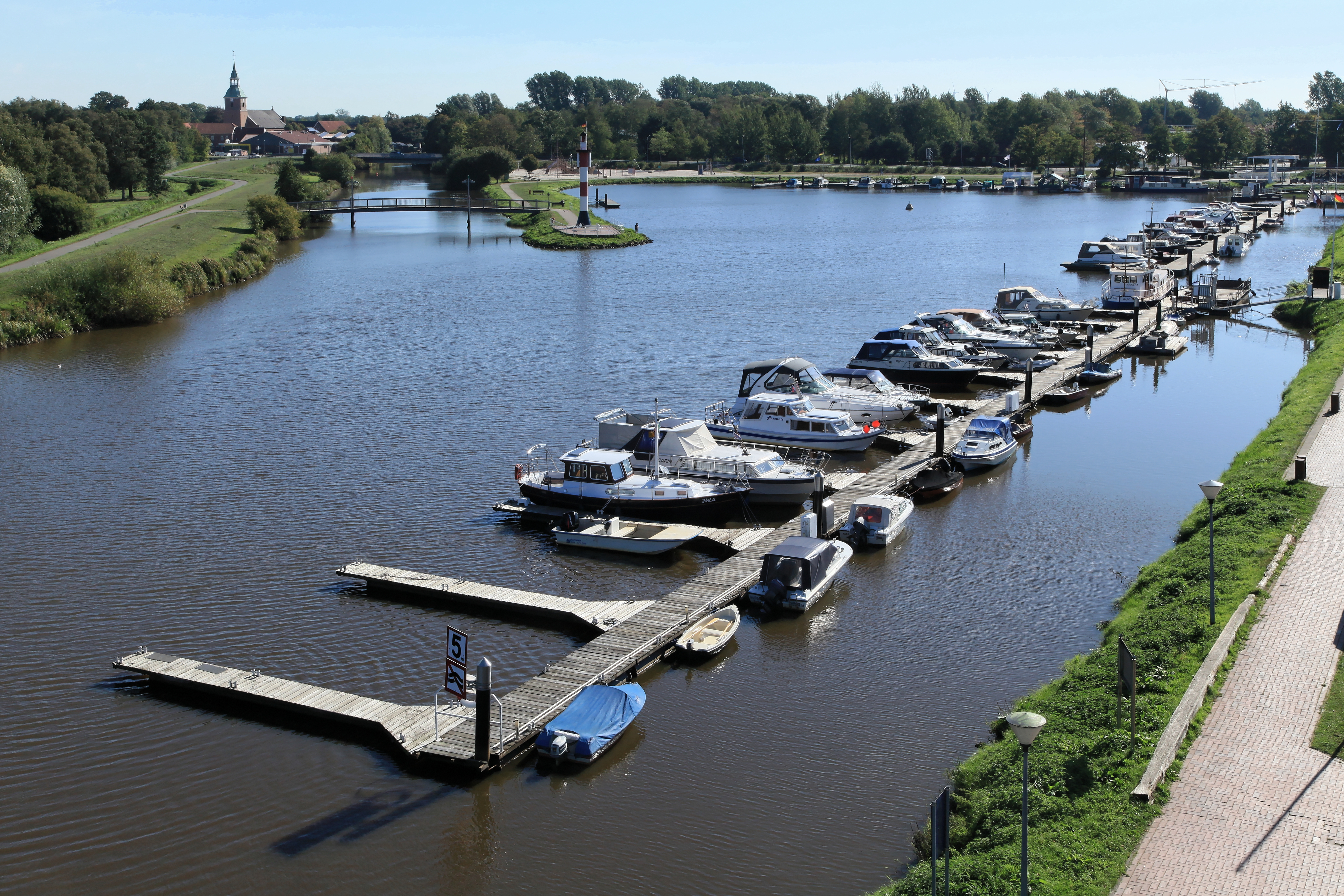
Jachthaven aan de Soeste te Barßel
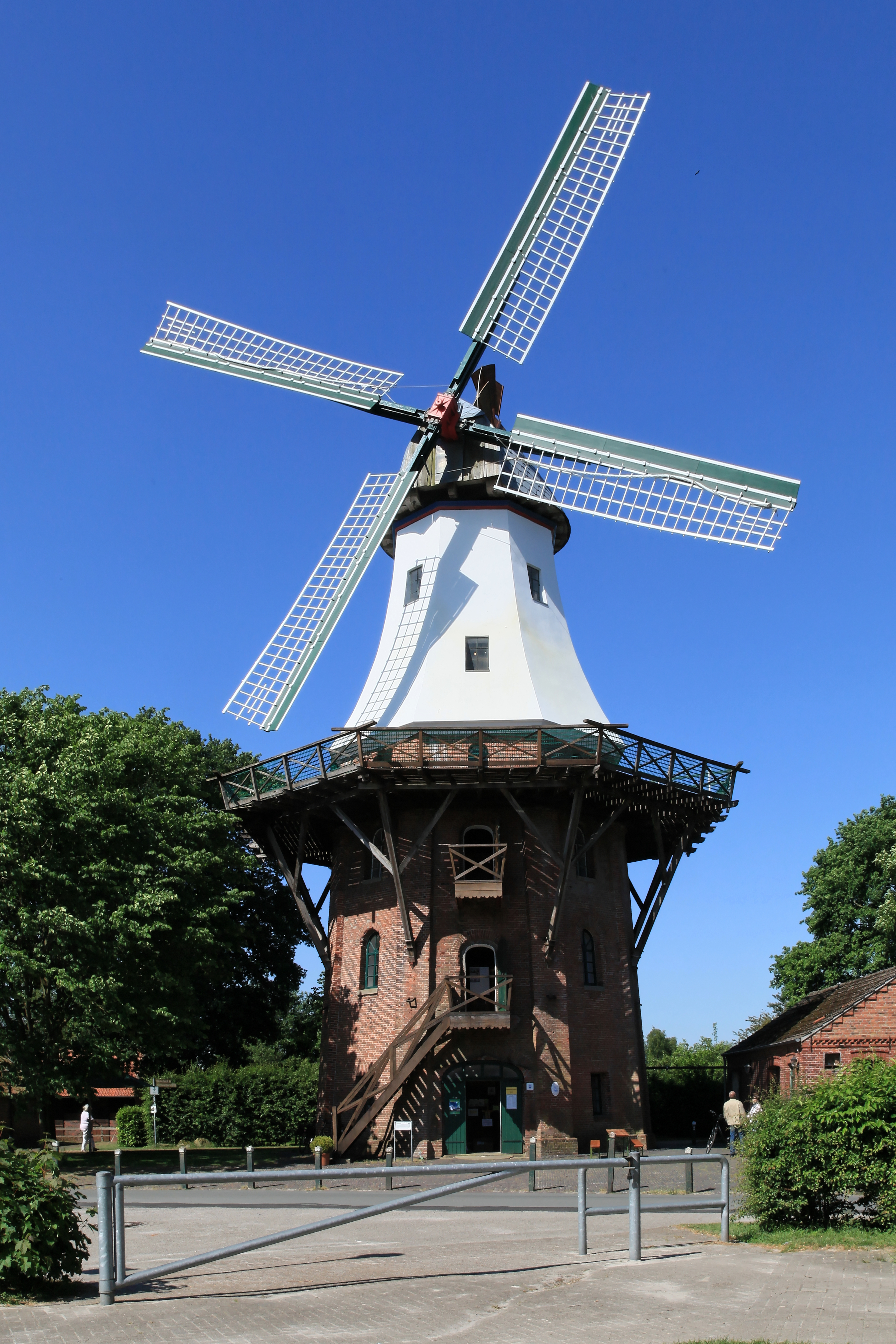
Windmolen van Ebkens te Barßel

- Gemeinsame Normdatei: 4004560-2
- Library of Congress Control Number: n2002105575
- MusicBrainz: 050f2388-f5a5-4836-b363-8ff878655d01
- Nationale Bibliotheek van Israël: 987007473605905171
- Virtual International Authority File: 168178664
- WorldCat: E39PBJdCkJJVfM6bCFrpgtbKh3

Barßel · Bösel · Cappeln · Cloppenburg · Emstek · Essen · Friesoythe · Garrel · Lastrup · Lindern · Löningen · Molbergen · Saterland